# Síndrome de Haglund
La síndrome de Haglund és un grup de signes i símptomes que consisteix en la deformitat de Haglund en combinació amb la bursitis retrocalcània. Sovint s'acompanya de tendinitis d'Aquil·les.

## Deformitat de Haglund
La deformitat de Haglund va ser descrita per primera vegada per Patrick Haglund l'any 1927. També es coneix com a exostosi retrocalcània i deformitat de Mulholland. És una condició clínica molt freqüent, però encara poc entesa. La deformitat de Haglund és una anormalitat de l'os i dels teixits tous del peu. Una ampliació de la secció òssia del taló (on s'insereix el tendó d'Aquil·les) desencadena aquest trastorn. El teixit tou prop de la part posterior del taló pot irritar-se quan el gruix ossi gran frega contra les sabates rígides.

## Diagnòstic
L'etiologia no és ben coneguda, però s'han suggerit com a algunes causes probables com tendó d'Aquil·les estret, un arc alt del peu i l'herència. L'edat mitjana és l'edat d'afectació més freqüent, les dones es veuen més afectades que els homes i l'aparició sovint és bilateral. Una característica clínica d'aquest trastorn és el dolor a la part posterior del taló, més després del descans. L'avaluació clínica i les radiografies laterals del turmell són suficients principalment per fer un diagnòstic de la síndrome de Haglund.

## Prevenció
Per ajudar a prevenir una recurrència de la deformitat de Haglund:
- portar calçat adequat; evitar les sabates amb un taló rígid al darrere[3]
- utilitzar suports de l'arc del peu o aparells ortopèdics[3]
- realitzar exercicis d'estirament per evitar que el tendó d'Aquil·les s'estrenyi[3]
- evitar córrer per superfícies dures i córrer costa amunt[3]

## Tractaments coneguts
- La síndrome de Haglund sovint es tracta de manera conservadora alterant l'alçada del taló de les sabates, ortesis, fisioteràpia i fàrmacs antiinflamatoris. L'excisió quirúrgica de les exostosis òssies del calcani només és necessària en casos resistents:[2]
- Osteotomia de Keck i Kelly Wedge[4]
- Excisió de la bursa retrocalcània.[5]
- Osteotomia calcània.[5]
- Desbridament ossi del tendó d'Aquil·les.[5]
- Resecció d'entesòfits retrocalcanis amb allargament funcional del tendó d'Aquil·les i amb els nusos enterrats.[5]